# Gresca fins al final
Gresca fins al final (This Is the End) és una pel·lícula estatunidenca de 2013 de comèdia de terror que s'ambienta en un món postapocalíptic, dirigida i co-escrita per Seth Rogen i Evan Goldberg. Basada en el curtmetratge de 2007 Seth and Jay vs. the Apocalypse de Seth Rogen, Evan Goldberg i Jason Stone. Protagonitzada per Seth Rogen, James Franco, Jonah Hill i amb múltiples cameos com de Rihanna, Emma Watson, Paul Rudd, Jason Segel i els Backstreet Boys. Tot i estar doblada al català, acutalment només es troba subtitulada a Movistar + entre les diferents plataforms de streaming.

## Argument
El film succeeix en una festa a la casa de James Franco on hi ha diversos famosos i antics alumnes de Seth Rogen. A James Franco, Seth Rogen, Michael Cera i Jay Baruchel s'uneixen Danny McBride, Jonah Hill i Craig Robinson. Aquests sis amics es trobaran atrapats en una casa després que una sèrie d'esdeveniments estranys i catastròfics comencin a devastar Los Angeles.

## Repartiment
La majoria del repartiment de la pel·lícula retrata versions fictícies i exagerades de si mateixos:
- Jay Baruchel
- Seth Rogen
- Craig Robinson
- Danny McBride
- James Franco
- Jonah Hill
- Emma Watson
- Kevin Hart
- Paul Rudd
- Rihanna
- Christopher Mintz-Plasse
- Mindy Kaling
- David Krumholtz
- Michael Cera
- Martin Starr
- Aziz Ansari
- Channing Tatum
- Backstreet Boys
- Jason Segel (No acreditat)